# Coca de Alba
Coca de Alba là một đô thị ở tỉnh Salamanca, phía tây Tây Ban Nha, cộng đồng tự trị Castile-Leon. Đô thị này có cự ly 35 kilômét so với thành phố tỉnh lỵ Salamanca và có dân số 144 người.
Đô thị này có diện tích 10,47 km².
Đô thị này nằm ở khu vực có độ cao 837 mét trên mực nước biển.
Mã số bưu chính là 37830.